# Ключевское городское поселение
Городско́е поселе́ние «Ключевское» — упразднённое муниципальное образование в Могочинском районе Забайкальского края Российской Федерации.
Административный центр — пгт Ключевский.

## История
Статус и границы городского поселения установлены Законом Читинской области от 19 мая 2004 года «Об установлении границ, наименований вновь образованных муниципальных образований и наделении их статусом сельского, городского поселения в Читинской области».
В июне 2023 года все муниципальные образования района объединены в один Могочинский муниципальный округ.

## Население
| 2009  | 2010  | 2011  | 2012  | 2013  | 2014  | 2015  |
| ----- | ----- | ----- | ----- | ----- | ----- | ----- |
| 1516  | ↘1356 | ↘1353 | ↗1371 | ↘1348 | ↘1317 | ↘1309 |
| 2016  | 2017  | 2018  | 2019  | 2020  | 2021  |       |
| ↘1277 | ↘1261 | ↘1234 | ↘1196 | ↘1181 | ↘934  |       |

## Состав городского поселения
| № | Населённый пункт | Тип населённого пункта      | Население |
| - | ---------------- | --------------------------- | --------- |
| 1 | Ключевский       | пгт, административный центр | ↘934      |